# 弗亞濟韋茨河
弗亞濟韋茨河（烏克蘭語：В'язівець），是烏克蘭的河流，位於該國中部，屬於斯利波里德河的支流，發源自奧斯塔皮夫卡以東，流經波爾塔瓦州，河口處在新塞利夫卡東南面，河道全長22公里，流域面積72平方公里。